# KODA KUMI DRIVING HIT'S
『KODA KUMI DRIVING HIT'S』（コウダ クミ ドライヴィング ヒッツ）は、2009年3月25日に発売された日本の歌手・倖田來未の初となるリミックスアルバム。発売元はrhythm zone。

## 解説
- 自身初となるリミックスアルバム。｢HOUSE NATION｣の豪華リミキサー陣がリミックスを手掛けている。

## 収録曲
1. Lady Go!
40thシングル「MOON」収録曲
今回がアルバム初収録となるが、イントロが追加されたり次曲と繋がるようにアレンジが施されている。オリジナル音源の初収録は3rdベストアルバム『BEST 〜third universe〜』となる。
2. Come Over (Caramel Pod Club Mix)
3. 恋のつぼみ (Shohei Matsumoto Remix)
4. Crazy 4 U (World Sketch Remix)
5. real Emotion (HOUSE NATION Sunset In Ibiza Remix)
6. BUT (MITOMI TOKOTO BIG ROOM REMIX)
7. Get Up&Move!! (Pink Chameleons Remix)
8. Butterfly (Prog5 Mirrorball Remix)
9. キューティーハニー (HOUSE NATION Sunset In Ibiza Remix)
10. TABOO (HOUSE NATION Sunset In Ibiza Remix)
41stシングル｢TABOO｣収録曲
11. Run For Your Life (Kaskade Remix)
36thシングル｢FREAKY｣初回盤ボーナストラック
12. 空 (Yukihiro Fukutomi Remix)
36thシングル｢FREAKY｣初回盤ボーナストラック
13. anytime (FreeTEMPO Remix)
38thシングル｢anytime｣収録曲
14. 愛のうた (The Standard Club PIANO DANCE Remix)
15. COLOR OF SOUL (DJ KANBE & Leisure Central Remix)
16. TAKE BACK (Sunset In Ibiza Remix)
17. Driving
7thアルバム「TRICK」収録曲。前曲と繋がる形でアレンジされている。それ以外はオリジナル音源となる。

## オリコンチャート
| 発売日        | オリコンシングルチャート | 最高位 | 初週売上枚数 | 総売上枚数 | チャートラン |
| ------------- | ------------------------ | ------ | ------------ | ---------- | ------------ |
| 2009年3月25日 | 日別チャート             | 5      |              | 66,346     | 18週         |
| 2009年3月25日 | 週別チャート             | 6      | 52,878       | 66,346     | 18週         |
| 2009年3月25日 | 月別チャート             |        |              | 66,346     | 18週         |
| 2009年3月25日 | 2009年チャート           |        |              | 66,346     | 18週         |